# Stazione di Mileto
Stazione di Mileto vasútállomás Olaszországban, Mileto településen.

## Vasútvonalak
Az állomást az alábbi vasútvonalak érintik:
- Battipaglia–Reggio di Calabria-vasútvonal

## Kapcsolódó állomások
A vasútállomáshoz az alábbi állomások vannak a legközelebb:
- Stazione di Vibo Valentia-Pizzo
- Stazione di Rosarno